# 堪薩斯州立大學
堪薩斯州立大學，是一所美國堪薩斯州的公立大學。校區位於堪薩斯州曼哈頓，和堪萨斯大学是州內仅有的兩所研究型大學，属于堪萨斯大学董事会。

## 历史
1863年成立，当时名为堪萨斯州立农学院（Kansas State Agricultural College）。1931年更名为堪萨斯州立农学和应用科学学院。1959年更名为堪萨斯州立农学和应用科学大学（Kansas State University of Agriculture and Applied Science），通称堪萨斯州立大学。

## 知名华裔校友
- 龙应台，台湾作家，中华民国文化部的首任部长，英美文学博士。
- 蔡秉燚，臺裔美籍科學家，N95口罩發明人。
- 郭位，香港城市大学现任校长，1980年获堪萨斯州立大学工程学博士。

## 外部連結
- 堪薩斯州立大學 （页面存档备份，存于）